# Aedes quasirusticus
Aedes quasirusticus är en tvåvingeart som beskrevs av Torres Canamares 1951. Aedes quasirusticus ingår i släktet Aedes och familjen stickmyggor.
Artens utbredningsområde är Spanien. Inga underarter finns listade i Catalogue of Life.